# Giovanni D’Alise

Bischofswappen von Giovanni D’Alise

Giovanni D’Alise (* 14. Januar 1948 in Neapel; † 4. Oktober 2020 in Caserta) war ein italienischer Geistlicher und römisch-katholischer Bischof von Caserta.

## Leben
Giovanni D’Alise besuchte die Mittelschule im Seminar von Acerra, das Gymnasium im Seminar von Capua und das Gymnasium im Seminar von Benevento. Er studierte Philosophie im Seminar von Kampanien in Neapel Theologie an der Päpstlichen Theologischen Fakultät Süditaliens. Er empfing am 23. September 1972 das Sakrament der Priesterweihe. 1974 wurde er Vikar der Pfarrei San Alfonso Maria de’ Liguori, deren Pfarrer er 1990 wurde. Ab 1984 leitete er einige pastorale Ämter der Diözesankurie als Leiter der Diözesankatechese, der Religionsschule und der katechetischen Ausbildung und gründete die Ausbildungsschule für Laien, deren Direktor er war. Einige Jahre war er auch Direktor des Diözesanbulletins. Zudem war er Leiter der 22 Diözesankonferenzen der Diözese Acerra. Von 2001 bis 2004 war er Pfarrer in Arienzo.
Am 5. Juni 2004 ernannte ihn Papst Johannes Paul II. zum Bischof von Ariano Irpino-Lacedonia. Der Apostolische Nuntius in Italien, Erzbischof Paolo Romeo, spendete ihm am 17. Juli desselben Jahres die Bischofsweihe; Mitkonsekratoren waren der Bischof von Acerra, Salvatore Giovanni Rinaldi, und der Bischof von Pozzuoli, Gennaro Pascarella. Die Amtseinführung erfolgte am 12. September 2004.
Papst Franziskus ernannte ihn am 21. März 2014 zum Bischof von Caserta. Die Amtseinführung fand am 18. Mai desselben Jahres statt. Er starb am 4. Oktober 2020 im Alter von 72 Jahren an den Folgen von COVID-19.